# Lista över svenska kryssare
Denna lista över svenska kryssare innehåller samtliga kryssare i svenska flottan byggda mellan 1896 och 1945.

## Torpedkryssare
- Örnen (1896)
- Jacob Bagge (1898)
- Claes Horn (1898)
- Claes Uggla (1899)
- Psilander (1899)

## Pansarkryssare
- HMS Fylgia (1905)

## Minkryssare
- HMS Clas Fleming (1912)

## Flygplanskryssare
- HMS Gotland (1933)

## Kryssare
- HMS Tre Kronor (1944)
- HMS Göta Lejon (1945)

## Hjälpkryssare
- Hjkr 3 (Drottning Victoria)
- Hjkr 4 (Waria)
- Hjkr 5 (Warun)
- Hjkr 10 (Fidra)
- Hjkr 14 (Wiros)

## Galleri

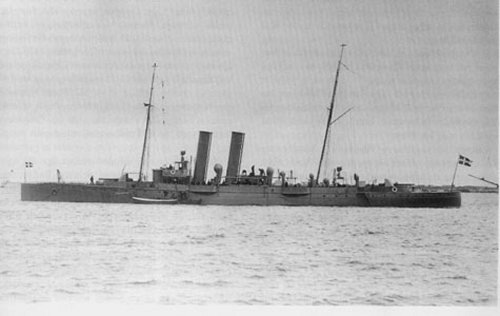
Örnen var den första svenska kryssaren...
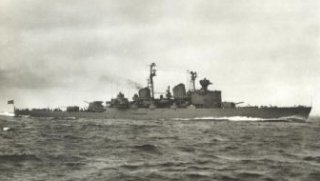
...och den sista var HMS Göta Lejon (1945).